# شط (روستا)
 شط  به عربی ( الشّط )، روستایی است در دهستان اخلود از توابع استان حُدَیده در کشور یمن در شبه جزیره عربستان.

## جمعیت
جمعیت آن (۵۰ ) نفر (۴ خانوار) می‌باشد.